# Moï Ver
Moï Ver ou Moï Wer, né Moshé Vorobeichic le 5 décembre 1904 dans une famille juive à Liebiedzieva (en) dans le gouvernement de Vilnius relevant de l'empire russe, qui a grandi à Vilnius en Lituanie, et mort le 20 janvier 1995 à Safed en Israël, est un photographe et artiste lituanien, actif en France et en Israël.

## Biographie
Moï Ver fait des études d'art et d'architecture à l'université de Vilnius de 1924 à 1926 ; de 1927 à 1928, il suit les cours du Bauhaus à Dessau en Allemagne où il a comme professeurs Paul Klee, Vassily Kandinsky et Josef Albers. Il s'y oriente vers la photographie plutôt que la peinture.
À la fin de l'année 1928, il s'installe à Paris, suit les cours de l'École Technique de Photographie et de Cinématographie (ETPC) qui vient d'être fondée en 1926 au 85 rue de Vaugirard ; il suit également des cours du soirs à l’Académie Moderne donnés par Fernand Léger dans son atelier du 86, rue Notre-Dame-des-Champs.
Moï Ver s'installe comme photographe indépendant. Il revient à Vilnius en mars 1929 et réalise un reportage sur le quartier juif de la ville. Ses photographies sont exposées lors du 16e Congrès sioniste qui a lieu à Zurich du 29 juillet au 10 août 1929 ; Emil Schaeffers, directeur de la collection Das Schaubuch aux éditions Orell Füssli, les publie en 1931 sous le titre Ein Ghetto im Osten. Wilna [Un ghetto à l’est. Vilnius]. Le livre paraît sous le nom de naissance de Moï Ver, Moshe Vorobeichic, et en deux versions : hébreu et allemand, hébreu et anglais,,.
En 1931 Moï Ver publie à Paris un livre de photographies, Paris, aux éditions Jeanne Walter, avec une préface de Fernand Léger.
Il commence en 1931 le projet  Ci-Contre, un album de photomontages dont il envoie la maquette, composée de 110 tirages en vis-à-vis, à Franz Roh, historien de l'art et directeur de la collection Fototek ; Roh est intéressé par le travail de Moï Ver, qui se caractérise par des rapprochements inattendus entre les hommes, la nature et les formes de la modernité (rails, cheminées d'usine...), et il  cherche un éditeur ; mais la montée du nazisme arrête le projet ; la maquette reste en possession de Franz Roh et Moï Wer perd le contact avec l'historien en 1933. Deux collectionneurs allemands, Ann et Jürgen Wilde, achètent la maquette originale de Ci-Contre en 1968 avec les archives de Franz Roh et contactent Moï Ver. En 2004, après en avoir acquis les droits, Ann et Jürgen Wilde font publier Ci-contre : 110 photos de Moï Wer - Moshé Raviv - Vorobeichic,,.
En 1932, Moï Ver est envoyé comme photojournaliste par la revue La Vie parisienne et l'agence Globe-Photo à Tel-Aviv en Palestine mandataire, pour réaliser un reportage sur la première édition des Maccabiades, rencontres sportives juives organisées tous les quatre ans à l'image des Jeux olympiques.
En 1934, il émigre en Palestine mandataire ; il prend  le nom de Moshe Raviv. Il continue à travailler comme photographe et réalise des missions de documentation et de publicité jusqu'en 1948, photographiant notamment la construction des infrastructures et la vie quotidienne dans les kibboutz. Installé à Safed où il crée en 1953 une colonie d'artistes, il se consacre au graphisme et à la peinture, notamment religieuse, qui deviennent sa seule activité à partir des années 1950.

## Publications
- 1931 : (de) (en) (he) Ein Ghetto im Osten, Wilna, Zurich, Orell Fussli, 64 p. de photographies, préface de Zalman Chnéour[4] ;

Rééditions : 
* (de + he) Ein Ghetto im Osten. Wilna  (préf. Herbert A. Strauss), Berlin, Hentrich, Frölich & Kaufmann, 1984 (ISBN 978-3-88725-167-3).
* (lt), (en) Vilniaus žydų gatvė : 65 M. Vorobeičiko fotografijos / Hommage à Moï Ver = The Ghetto Lane in Wilna : 65 pictures by M. Vorobeichic, Vilnius, Lietuvių literatūros ir tautosakos institutas, 2019, 104 p.  (ISBN 9786094252693).
- 1931 : Paris, préface de Fernand Léger, Paris, éditions Jeanne Walter, 80 photographies, 1 000 exemplaires numérotés[10].
- 2004 : Ci-contre : 110 photos de Moï Wer -  Moshé Raviv-Vorobeichic (éditeur scientifique : Hannes Böhringer), Cologne, Ann et Jürgen Wilde, 2004  (ISBN 9783000148095).
- 2023: Moï Ver : exposition, Paris, Centre Pompidou, 12 avril-28 août 2023, Varsovie, Musée de Varsovie, 11 octobre 2023-4 février 2024, Tel Aviv, Tel Aviv museum of art, 10 mars-13 juillet 2024, Paris : Centre Georges Pompidou, 2023 (catalogue)  (ISBN 9782844269423)

## Expositions
- 12 septembre - 23 décembre 2012 : Ci-Contre, Fondation Henri Cartier-Bresson, Paris[1],[6].
- 12 avril - 28 août 2023 : Moï Ver, Musée national d'Art moderne, Paris[9],[11] ; puis 11 octobre 2023 - 4 février 2024 : Musée national de Varsovie[12],[13] ; 10 mars - 13 juillet 2024 : Musée des beaux-arts de Tel Aviv.